# Fleurieux-sur-l'Arbresle
Fleurieux-sur-l'Arbresle est une commune française, située dans le département du Rhône en région Auvergne-Rhône-Alpes.

## Géographie
Fleurieux-sur-l'Arbresle se trouve à environ 21 km à l'ouest du centre-ville de Lyon, à ne pas confondre avec Fleurieu-sur-Saône ![pourquoi ?]

### Voies de communication
La commune est desservie par la route nationale 7, l'autoroute A89 dont deux sorties (n°36 et 37) sont situées sur la commune, la route nationale 89, ainsi que par trois routes départementales traversant la commune.

### Transports
La commune est desservie en gare de Fleurieux-sur-l'Arbresle par le tram-train de l'Ouest lyonnais, ainsi que par la ligne 116 des cars du Rhône, qui relie Lyon à Cours.

### Climat
Pour des articles plus généraux, voir Climat d'Auvergne-Rhône-Alpes et Climat du Rhône.
En 2010, le climat de la commune est de type climat océanique dégradé des plaines du Centre et du Nord, selon une étude du Centre national de la recherche scientifique s'appuyant sur une série de données couvrant la période 1971-2000. En 2020, Météo-France publie une typologie des climats de la France métropolitaine dans laquelle la commune est exposée à un climat de montagne ou de marges de montagne et est dans la région climatique  Nord-est du Massif Central, caractérisée par une pluviométrie annuelle de 800 à 1 200 mm, bien répartie dans l’année. 
Pour la période 1971-2000, la température annuelle moyenne est de 11,3 °C, avec une amplitude thermique annuelle de 17,2 °C. Le cumul annuel moyen de précipitations est de 780 mm, avec 9,3 jours de précipitations en janvier et 6,7 jours en juillet. Pour la période 1991-2020, la température moyenne annuelle observée sur la station météorologique de Météo-France la plus proche, « Le Breuil », sur la commune du Breuil à 8 km à vol d'oiseau, est de 11,6 °C et le cumul annuel moyen de précipitations est de 749,8 mm,. Pour l'avenir, les paramètres climatiques de la commune estimés pour 2050 selon différents scénarios d'émission de gaz à effet de serre sont consultables sur un site dédié publié par Météo-France en novembre 2022.

## Urbanisme

### Typologie
Au 1er janvier 2024, Fleurieux-sur-l'Arbresle est catégorisée ceinture urbaine, selon la nouvelle grille communale de densité à sept niveaux définie par l'Insee en 2022.
Elle est située hors unité urbaine. Par ailleurs la commune fait partie de l'aire d'attraction de Lyon, dont elle est une commune de la couronne,. Cette aire, qui regroupe 397 communes, est catégorisée dans les aires de 700 000 habitants ou plus (hors Paris),.

### Occupation des sols
L'occupation des sols de la commune, telle qu'elle ressort de la base de données européenne d’occupation biophysique des sols Corine Land Cover (CLC), est marquée par l'importance des territoires agricoles (72,7 % en 2018), en diminution par rapport à 1990 (77,2 %). La répartition détaillée en 2018 est la suivante : 
prairies (32,7 %), zones agricoles hétérogènes (24,9 %), terres arables (15 %), zones urbanisées (13,5 %), forêts (9,5 %), zones industrielles ou commerciales et réseaux de communication (4,3 %). L'évolution de l’occupation des sols de la commune et de ses infrastructures peut être observée sur les différentes représentations cartographiques du territoire : la carte de Cassini (XVIIIe siècle), la carte d'état-major (1820-1866) et les cartes ou photos aériennes de l'IGN pour la période actuelle (1950 à aujourd'hui).

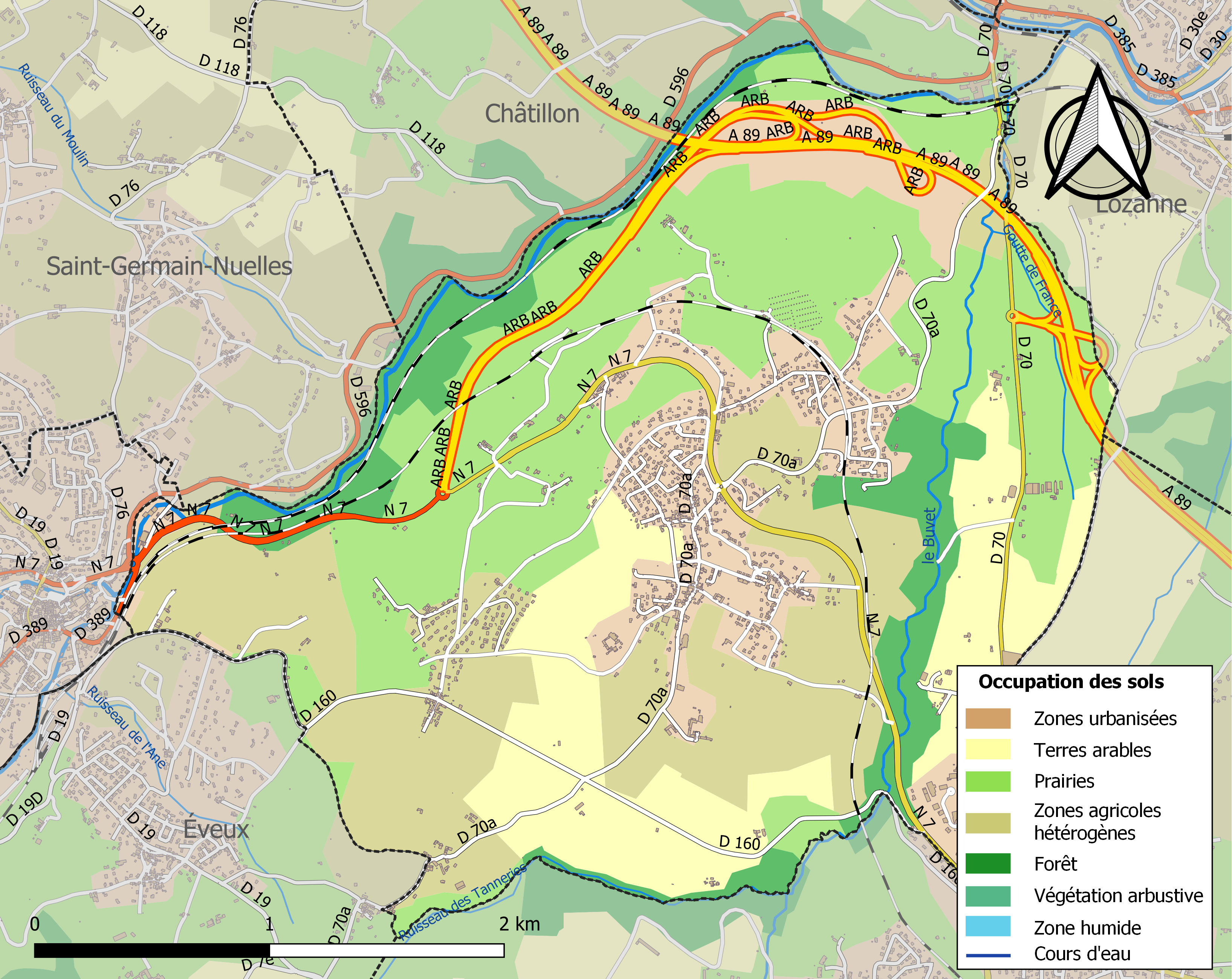
Carte des infrastructures et de l'occupation des sols de la commune en 2018 (CLC).

## Histoire
Fleurieux-sur-l'Arbresle est habitée dès l'Antiquité, comme l'attestent des fouilles réalisées en 2009 par l'Institut national de recherches archéologiques préventives (INRAP), ayant mis au jour les restes d'une ferme gallo-romaine au lieu-dit « Grand-Plantes ».
D'après Guillaume Paradin, un curé de Fleurieux demanda à Amédee de Talaru, archevêque de Lyon de 1415 à 1444, l'exonération d'une redevance d'une certaine quantité de cire qu'il avait à lui payer, du fait du peu de revenu de la paroisse. L'archevêque changea cette redevance en une rente annuelle de deux chouettes, que le curé était chargé d'apporter à Lyon. Cette anecdote serait à l'origine de l'emblème de la commune. À ce jour, il reste deux sculptures de chouettes visibles au dessus du bureau de tabac, dans le centre-bourg.

## Politique et administration

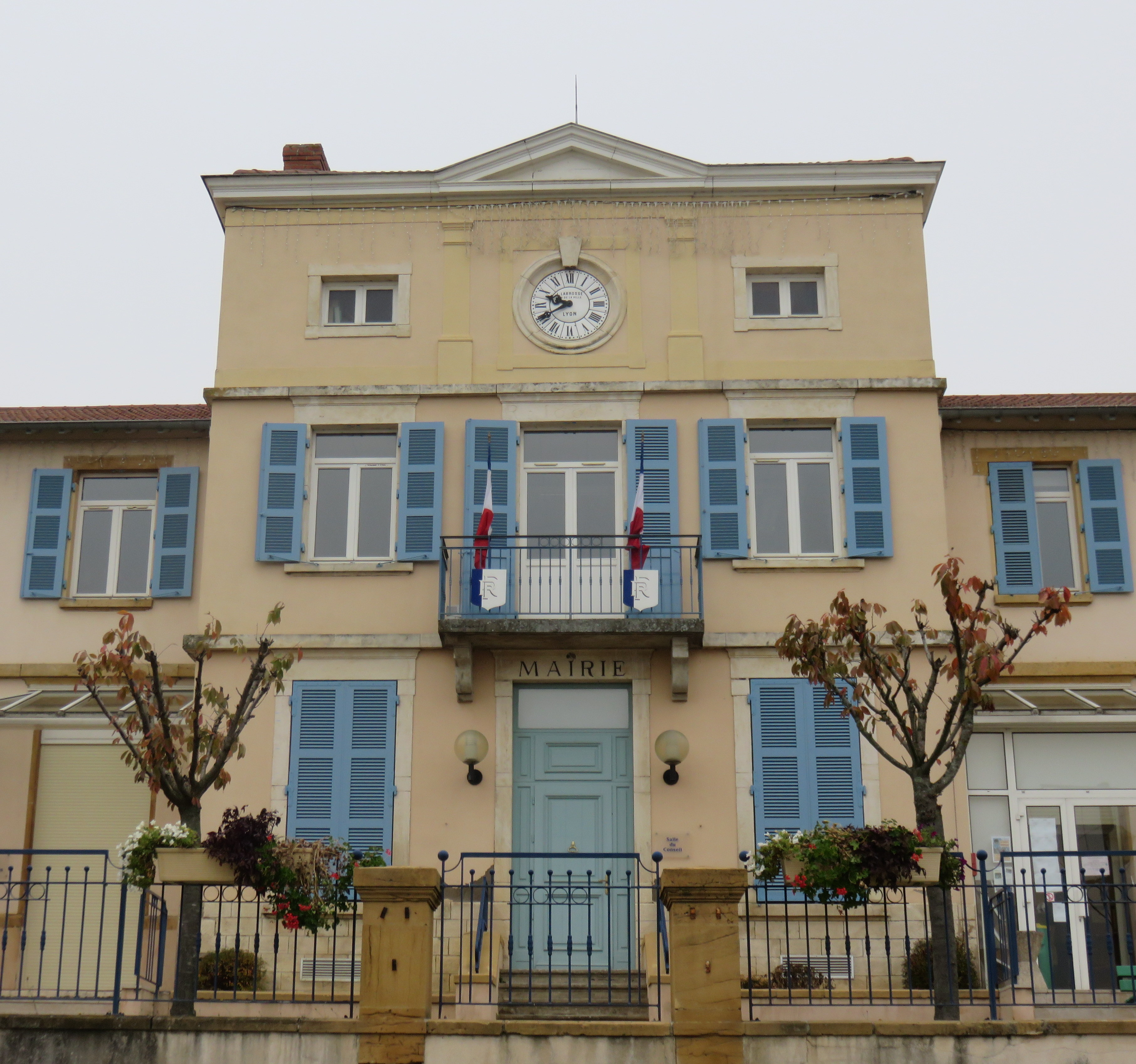
La mairie de Fleurieux

### Administration municipale
Le nombre d'habitants au dernier recensement étant compris entre 1 500 et 2 499, le nombre de membres du conseil municipal est de 19.

### Intercommunalité
La commune fait partie de la communauté de communes du Pays de L'Arbresle.

## Population et société

### Démographie
L'évolution du nombre d'habitants est connue à travers les recensements de la population effectués dans la commune depuis 1793. Pour les communes de moins de 10 000 habitants, une enquête de recensement portant sur toute la population est réalisée tous les cinq ans, les populations de référence des années intermédiaires étant quant à elles estimées par interpolation ou extrapolation. Pour la commune, le premier recensement exhaustif entrant dans le cadre du nouveau dispositif a été réalisé en 2004.

En 2022, la commune comptait 2 299 habitants, en évolution de −2,42 % par rapport à 2016 (Rhône : +3,93 %, France hors Mayotte : +2,11 %).
| 1793 | 1800 | 1806 | 1821 | 1831 | 1836 | 1841 | 1846 | 1851 |
| ---- | ---- | ---- | ---- | ---- | ---- | ---- | ---- | ---- |
| 456  | 420  | 529  | 587  | 629  | 607  | 598  | 621  | 607  |

| 1856 | 1861 | 1866 | 1872 | 1876 | 1881 | 1886 | 1891 | 1896 |
| ---- | ---- | ---- | ---- | ---- | ---- | ---- | ---- | ---- |
| 607  | 611  | 623  | 592  | 669  | 664  | 687  | 718  | 740  |

| 1901 | 1906 | 1911 | 1921 | 1926 | 1931 | 1936 | 1946 | 1954 |
| ---- | ---- | ---- | ---- | ---- | ---- | ---- | ---- | ---- |
| 669  | 708  | 680  | 634  | 645  | 570  | 489  | 527  | 605  |

| 1962 | 1968 | 1975 | 1982  | 1990  | 1999  | 2004  | 2006  | 2009  |
| ---- | ---- | ---- | ----- | ----- | ----- | ----- | ----- | ----- |
| 717  | 802  | 918  | 1 496 | 1 840 | 2 025 | 2 037 | 2 053 | 2 227 |

| 2014  | 2019  | 2022  | - | - | - | - | - | - |
| ----- | ----- | ----- | - | - | - | - | - | - |
| 2 338 | 2 290 | 2 299 | - | - | - | - | - | - |

### Enseignement
La commune possède une école maternelle et primaire, située dans le château du Chêne. Pour l'année scolaire 2014-2015, elle se compose de neuf classes, dont trois en maternelle et six en primaire.

### Manifestations culturelles et festivités
Le village de Fleurieux est animé par des manifestations tout au long de l'année organisées par les diverses associations de la commune ainsi que la municipalité :
- La fête des classes au mois de juin ;
- Le vide-greniers au mois de novembre ;
- Les illuminations du 8 décembre ;
- Le réveillon de la Saint-Sylvestre.
- Le Carnaval de Maxime au mois de février.

### Santé
Un médecin est présent toute l'année ainsi qu'une pharmacie, un cabinet de kinésithérapeutes, un ostéopathe et des infirmiers.

### Sports
Il existe diverses associations sportives au sein du village, notamment de tennis, rugby, judo, danses ou yoga.

### Environnement
Depuis mars 2014, la commune est signataire de la charte « zéro pesticides » de la FRAPNA.

## Culture locale et patrimoine

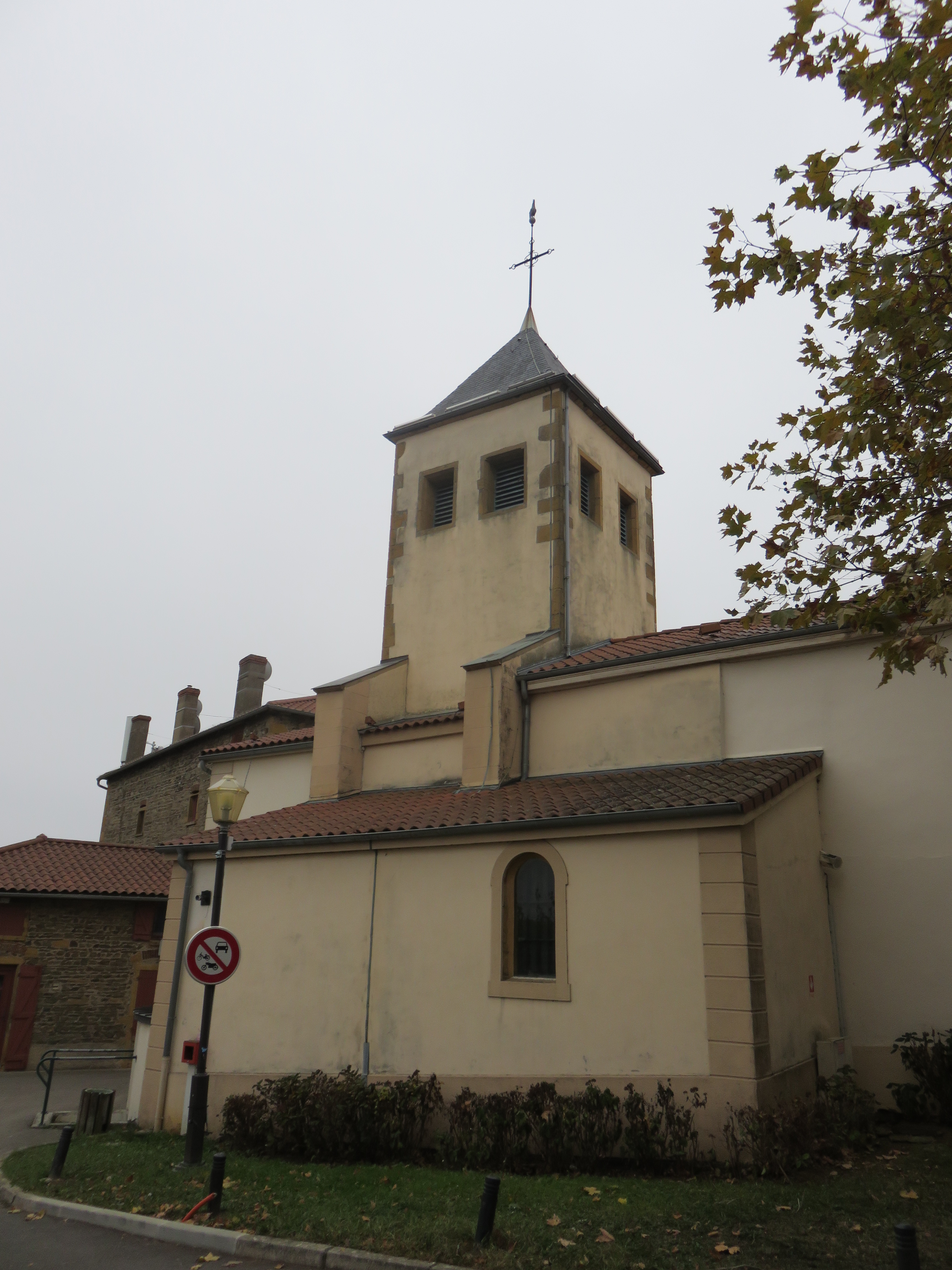
L'église Saint-Barthélémy.

### Lieux et monuments

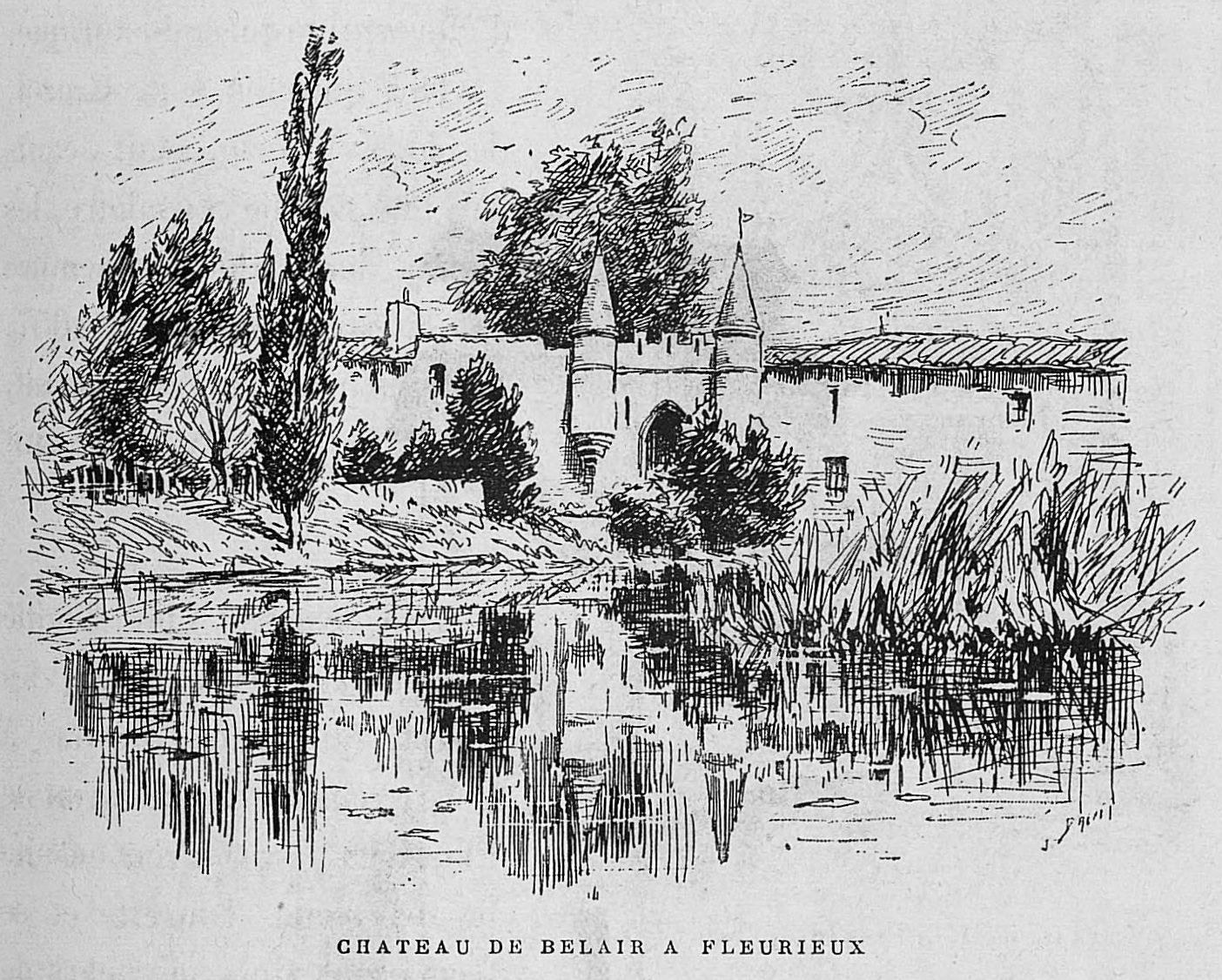
Château de Belair illustré par Joannès Drevet (1854–1940).
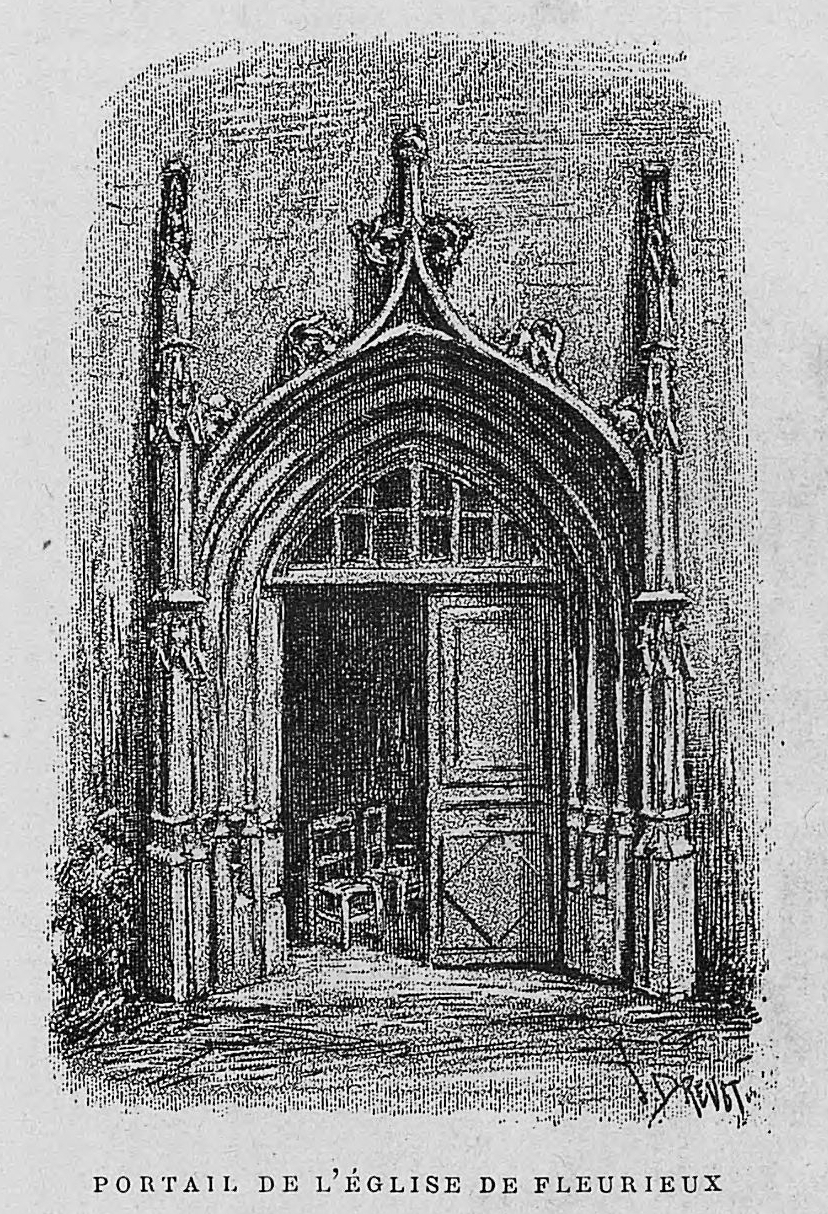
Portail de l'église dessiné par J. Drevet.

### Personnalités liées à la commune
- Désiré Charnay (1828-1915), anthropologue et photographe, né dans la commune.
- Roger Aujame, architecte, y est mort en 2010.
- Charles-Pierre Claret de Fleurieu, fils du comte de Fleurieu, doit son nom à la commune. Par extension, les lieux nommés en son honneur, comme la Péninsule Fleurieu (Australie-Méridionale) font indirectement référence à Fleurieux sur l'Arbresle.